# Srbuk
Srbuhi Sargsyan (armensk: Սրբուհի Սարգսյան; født 3. april 1994 i Yerevan), også kendt som Srbuk er en armensk sanger. Hun deltog i den første sæson af den armenske version af X Factor, hvor hun sluttede på andenpladsen hvor hun tabte til Vrezh Kirakosyan. Hun deltog derefter i den ottende sæson af den ukrainske version af The Voice i 2018, hvor hun sluttede på en fjerde plads.
Srbuk vil repræsentere Armenien i Eurovision Song Contest 2019 i Tel Aviv. Sangen, som hun skal synge kaldes "Walking out", og det vil blive opført i den anden semifinale den 16. maj 2019.